# The Charleston Chasers
The Charleston Chasers was een studio-jazzband die in de periode augustus 1925-februari 1931 in New York plaatopnames maakte voor Columbia Records. De groep had geen vaste bezetting en trad ook niet buiten de muren van de opnamestudio op. De muzikanten die op de opnames meespeelden hadden echter genoeg ervaring en waren of werden vaak bekende en zelfs beroemde musici. In 1927 had de groep twee hits te pakken ("Someday, Sweetheart" en "One Sweet Letter") en in 1929 kwam er nog een bij ("Moanin' Low"). Verschillende musici die aan de groep meewerkten namen in die jaren ook op met kornettist Red Nichols. 
De muzikanten die aan opnames van The Charleston Chasers deelnamen waren:
- Vic Berton, drums
- Larry Binyon, tenorsaxofoon
- Tony Colucci, banjo
- Jimmy Dorsey, klarinet, altsaxofoon
- Tommy Dorsey, trombone
- Roy Evans, zang
- Benny Goodman, klarinet
- Harry Goodman, bas
- Jack Hansen, tuba
- Lennie Hayton, piano, celesta
- Dick Johnson, klarinet, altsaxofoon, muzikaal leider
- Stan King, drums
- Carl Kress, gitaar
- Gene Krupa, drums
- Scrappy Lambert, zang
- Ward Lay, bas
- Craig Leach, zang
- Fud Livingston, klarinet, tenorsaxofoon
- Leo McConville, kornet/trompet
- Dick McDonough, banjo, gitaar, piano
- Glenn Miller, trombone, arrangeur
- Miff Mole, trombone
- Phil Napoleon, trompet
- Red Nichols, kornet, muzikaal leider
- Pee Wee Russell, klarinet
- Babe Russin, tenorsaxofoon
- Arthur Schutt, piano
- Frank Signorelli, piano
- Paul Small, zang
- Kate Smith, zang
- Sid Stoneburn, altsaxofoon
- Joe Tarto, tuba, bas
- Eva Taylor, zang
- Charlie Teagarden, trompet
- Jack Teagarden, trombone
- Dave Tough, drums
- Ruby Weinstein, trompet

## Discografie
- The Charleston Chasers 1925-1930, Timeless Records, 1999
- The Charleston Chasers, ASV 'Living Era', 1999